# دم‌کمربندی‌ها
دم‌کمربندی‌ها (نام علمی: Cordylus) نام یک سرده از تیره مارمولک‌های کمربنددار است.